# Нешънъл Сити (град, Калифорния)
Нешънъл Сити (на английски: National City) е град в окръг Сан Диего, щата Калифорния, САЩ. Нешънъл Сити е с население от 54260 жители (2000) и обща площ от 23,9 km². Намира се на 21 m надморска височина. ЗИП кодовете му са 91950, а телефонният му код е 619.